# Zalesie (Kielce)

Dzielnice i osiedla Kielc, Zalesie ma na mapie nr 31 i 32

Zalesie – część Kielc, wysunięta najdalej na zachód miasta. Uprzednio, do 1979 roku, miejscowość należąca do gminy Sitkówka-Nowiny (obecnie gmina Nowiny). W skład "dzielnicy" wchodzą: Zalesie I, Zalesie Stare, Zalesie II, Ślazy, Aleksandrówka. Zalesie leży po północnej stronie Pasma Zgórskiego, częściowo na terenie Chęcińsko-Kieleckiego Parku Krajobrazowego. Nad obszarem góruje Patrol – 388 m n.p.m. Lokalizacja: od wschodu rz. Bobrza, dz. Białogon; od północy dz. Dobromyśl i wieś Janów Dln.; od zachodu wieś Jaworznia; od południa dz. Słowik.
Dojazd autobusami komunikacji miejskiej linii 5 i 28.
Przez Zalesie przebiegają: 
- 761 droga wojewódzka: Białogon (762) - Piekoszów (786);
- 568 linia kolejowa (łącznik): Sitkówka (8) - Szczukowice (61);
- czerwony szlak pieszy (Kielce - Chęciny),  żółty szlak spacerowy wokół Kielc (wariant dłuższy), a także  czerwony szlak rowerowy (Stadion - Słowik).

Przez górę Patrol na obrzeżach Zalesia biegnie  niebieski szlak pieszy (Łagów - Chęciny).
Ulica Dobromyśl prowadzi do  czerwonego szlaku rowerowego (Karczówka - Podzamcze Piekoszowskie).